# Megascops roboratus
Corujinha-de-tumbes ou corujinha-peruana (Megascops roboratus) é uma espécie de ave da família Strigidae.
Pode ser encontrada nos seguintes países: Equador e Peru.
Os seus habitats naturais são: florestas secas tropicais ou subtropicais, florestas subtropicais ou tropicais húmidas de baixa altitude e florestas secundárias altamente degradadas.